# 石祝三
石祝三（1919年—2013年），中国政治人物、法律界人士。浙江鄞县人。

## 生平
1919年12月出生，浙江鄞县人。1946年，加入中国共产党。
1949年后，历任上海市公安局科长、办公室主任、副局长，中共上海市委常委、政法委员会书记，上海市人民检察院检察长、党组书记。
曾当选中国政协上海市第八届副主席。是中共第十三次全国代表大会代表。是中共上海市第五、第六次代表大会代表。是第九届上海市人民代表大会代表。
2013年5月8日11时02分，逝世于上海华东医院，享年83岁。上海政要和各界代表出席追悼会。

## 学术任职
- 是上海市检察学会名誉会长
- 1993年8月10日，出任《上海人民政协志》编纂委员会主任
- 曾任《上海检察志》编纂委员会主任
- 曾任《上海人民政协志》编纂委员会主任